# 推し

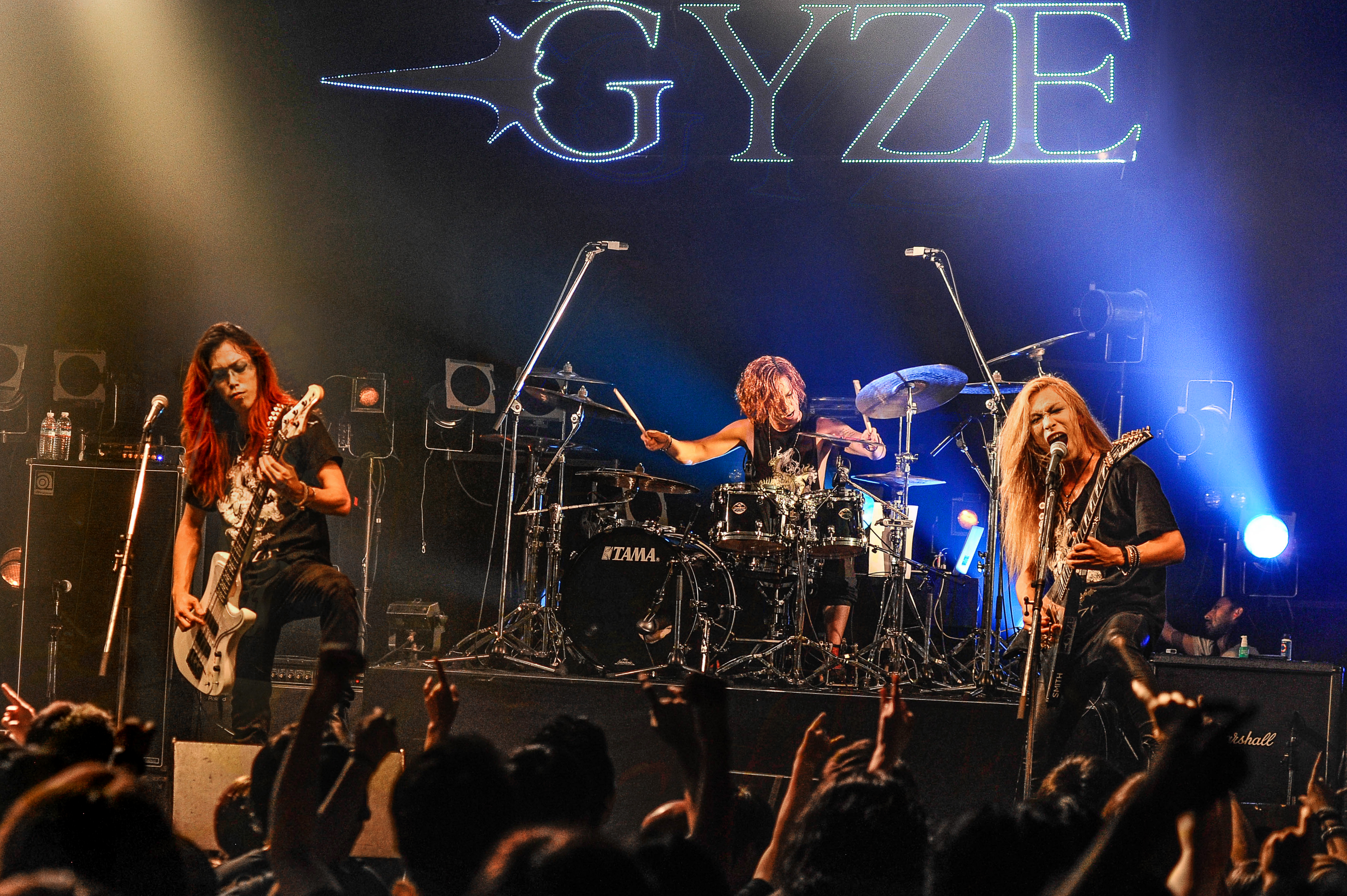
アーティストのライブに参加することは「推し活」における重要な行為の一つである。

推し（おし）とは、主にアイドルや俳優について用いられる日本語の俗語であり、人に薦めたいと思うほどに好感を持っている人物のことをいう。

## 語句・用法
元々は、アイドルグループの中で最も好感を持っている人物である「推しメン（おしメン）」を由来とする言葉である。『デジタル大辞泉』においては「推しの主演ドラマ」という用例が挙げられている。また「私は〇〇推しだから」（「〇〇が好きだから」の意味）「推ししか勝たん」（「推しだけが最高」の意味）のようにも使われる。
「推しメン」という言葉は、1980年代のアイドルブームの際に登場し、その後、2000年頃になると、2ちゃんねる（現・5ちゃんねる）でモーニング娘。のファンによって使われるようになった。その後、AKB48の台頭によって広まり、2011年にユーキャンの新語・流行語大賞にノミネート（No.09）された。
「推し」という言葉の大衆化について、ニッセイ基礎研究所研究員の廣瀨涼は、AKB48選抜総選挙のテレビ中継により「推し」という言葉を知る人が多くなり、さらに、マスメディアが「推し」とは「好きなもの」のことであると、広い意味で再定義したため、一般の人も使いやすくなったことが理由にあると指摘する。
その後「推し」という語句は、2019年9月刊行の『大辞林』第4版、2020年12月刊行の『明鏡国語辞典』第3版といった国語辞典に収録されている。2021年8月に毎日新聞社が行ったアンケートによると「推し」という言葉を使うと答えた人は過半数となり「使わないが、意味は分かる」と答えた人を含めると、96%を超えた。
また、推しが活躍することを祈り、推しを周りに広めることをはじめとするさまざまな応援活動全般を「推し活（おしかつ）」という。「推し活」という語句は、2021年に新語・流行語大賞にノミネー（No.07）された。

### 派生語
以下に述べた語句は一部であり「推し」の概念の広まりとともに、派生語は増えている。

#### 推す対象や態度を指す語
- 箱推し（はこおし）[5][12][13]・全推し（ぜんおし）[13][11]

グループ全体を推していること、またグループ全体を推している人を意味する。「箱推し」の名称は、ライブハウスを人を入れる容器に見立てて「箱」ということに由来する。また、推されている対象のグループを「推し箱」「推しグル」のようにいう。
- 推しピ[14][16]・推しぴ（おしぴ）[11][5][13]

推しの対象となる人を意味する。「ぴ」とは、英語のpeople（ピープル）の頭文字を取ったものである。本来、peopleは複数形だが、この場合は1人の場合でも使う。
- 単推し（たんおし）[11][5][13]

推しがただ1人しかいない人、またその推されている対象を指す。その推しがソロで活動することを熱望している場合もある。
- 最推し（さいおし・もおし）[11][13]・一推し（いちおし）[13][5]

推しが2人以上いる場合に、最も推している推しを意味する。
- 二推し（におし）、三推し（さんおし）[11][5][13]

2番目、3番目に推している推しを意味する。
- 神推し（かみおし）[14][5][13]・激推し（げきおし）[14][11][13]

熱心に特定のメンバーを推していること、またはその対象である最大級の推しを意味する。ここでいう「神」とは「とても」を意味する接頭語。その推しは、単推しである場合が多いが、必ずそうであるわけではない。

#### 推す行為そのものを指す語
- 推し活

推しをさまざまなかたちで応援する行為・活動全般を指す語で「就活」や「婚活」、そしてオタクによる消費行動である「オタ活」の系譜にある。
- 推し事（おしごと）[11][14][13]

「推し活」の類義語で、推しに対する行動を全て指す。毎日仕事をするのと同様に、あたかも義務であるかのように、推しについての情報を確認するなどの応援をしていることから「お仕事」との洒落になっている。

#### 推す行為に関わる語
- 推し変（おしへん）[14][11][5][13]

推しを替えることを意味する。同じグループ内で推すアイドルを替える場合にも、別のグループのアイドルに推しを替える場合にも用いられる。
- 推し増し（おしまし）[5][17][13]

元々の推しを維持したまま、新しく推しを増やすこと。続けた場合、経済的負担が大きくなることになる。
- 推し被り（おしかぶり）[11][5][13]

自分の推しを他の人も推している状態、および推しが同じである人を指す。推し被りが発生した場合、共感し仲良くする場合と、ライバルとして敵対する場合とがある。後者の態度を「推し被り敵視」「同担拒否」という。
- 推し色（おしいろ）[4][19]

推しのイメージカラー。服や髪の色、メンバーカラーなどがこれにあたる。
- 推しマーク

XなどのSNSアカウントのアカウント名や、プロフィール欄などに界隈内の特定メンバーを推していることを示すために記載する特定のマーク・絵文字。ファンマークともいう。

### 類義語
- 自担（じたん）[21][22] -「自分が担当するメンバー」を意味する。元来、ジャニーズファンの間で広まった語句であり、ジャニーズのメンバーに対してのみ用いられるとされる場合もある。「推し」は、他人に薦めたいという意味を含むのに対し「自担」は、単に大好きであるという意味のみを表す。「担当」とも[23]。
- 贔屓（ひいき）[22] - 歌舞伎や宝塚歌劇団では、この語句が「推し」の代わりに用いられるが「贔屓」と比べると「推し」は重みが小さい語句である。

### 関連語
- 尊い（とうとい）-「推し」と組で使われる場合が多い。推しに信仰心を抱くまでに熱情が強まった場合に用いられる[5]。ただし、言葉の普及に伴い、よりライトなニュアンスや特定のシーンに対して使用されることも増えている。特に、シーンに対して使用される場合、普段からの推しではなくとも使用される（「今日、街で見かけた子供の行動が尊い」など）[要出典]。
- DD（でぃーでぃー）-「誰でも大好き（Daredemo Daisuki）」を意味する[24]。グループにおいて、複数の推しがいる状態を指す。

## 実態
「推し」という語は、元来の意味を超えて、食品、鉄道、歴史など、あらゆる対象に広がっており、そもそもオタクへの偏見がなかったという事情も背景に、若い世代では広く使われている。また、小説や漫画など、推しを題材とした作品も多く作られるようになっている。
推し活は、推しに対する積極的な消費を行い、喜びを覚えるという能動的なものであり、この点が、受動的だった、2021年時点での「大人世代」のファン活動とは異なる。このような消費が積極的に行われるのは、自身の消費が推しへの貢献になっていると実感しているためだと、電通の秋田ゆかりは指摘している。Z総研の道満綾香は、テレビ離れが進むZ世代であっても、推しのためであれば、リアルタイムでテレビを見ていると指摘した。芸能人以外の例として、東京工業大学准教授の西田亮介は、推しの政治家や政党があることによって、若者が選挙に行きやすくなると指摘している。

### 推しに関するアンケート調査
2021年8月にRooMooNが女子高校生・女子大学生合計439名を対象に、インターネット上で実施したアンケート調査では、回答者の98%以上が「推しがいる」と回答し、推しの人数については、2人と回答した人が最も多かったが、100人以上と回答した人もいた。推しの対象については、半数近くがアイドルとなり、推している期間は、12か月から23か月との回答が最多だった。
推しを持つメリットは「生きる糧になる」、デメリットは「お金がかかる」が、それぞれ最多になった。また、2020年6月にMERYが女性425人を対象に、自社のアプリ内で行った調査によると、7割以上が推しがいると回答し、また、低年齢層ほど推しがいる割合が高いことも明らかになった。CCCマーケティングとSHIBUYA109 lab.の共同調査によれば、15歳から24歳の女性は、平均して可処分所得の1割以上をオタ活（出典では推し活と同一視している）に費やしている。

### 新型コロナウイルス感染症の影響
新型コロナウイルス感染症の世界的流行は、推しにも大きな影響を与えた。多くのイベントが中止になったため、推し活はSNSを活用したものが中心となった。一方で、感染症流行下での憂鬱な気分を和らげたり、感染拡大に伴うテレワークやオンライン授業で自由な時間が増えたことにより、新たな推しができた者も多かった。株式会社クロス・マーケティングによる2020年11月の調査では、新型コロナウイルス感染症の影響で新たに推しができたと答えた人の割合は、約4分の1となり、20代では4割を超えた。

また、首都圏や関西圏の駅構内などでは、感染症の影響により、企業からの広告出稿が減少したために発生した空き枠を埋めるかたちで、個人が広告主になってアイドルグループなどを応援する「応援広告」が急増した。この「応援広告」は、韓国発祥の文化で、同時期のK-POPブームや同国の人気オーディション番組の日本版である『PRODUCE 101 JAPAN』（TBSテレビ）が放映されたのを機に日本国内でも浸透した。ジェイアール東日本企画によると、この応援広告の市場規模は、2023年度で推計377億円であり、これは屋外・交通広告費の約1割を占めるとしている。

### 選挙
2025年7月に実施された第27回参議院議員通常選挙では、政党や候補者を応援するという目的での「推し活」も登場し、選挙期間中は演説の様子や政党・候補者名を記入した投票用紙などを撮影した写真や動画をSNSに投稿、拡散したり、党首によるライブ配信を視聴する有権者も現れた。

## 「推し」を題材にした作品
- 推し、燃ゆ - 2020年に発表された宇佐見りんによる小説。第164回芥川龍之介賞を受賞。
- 推しが武道館いってくれたら死ぬ - 平尾アウリの漫画、およびそれを原作としたテレビアニメ・テレビドラマ。
- 【推しの子】 - 赤坂アカ・横槍メンゴの漫画、およびそれを原作にしたテレビアニメ・実写作品・舞台作品。
- だから私は推しました - NHK総合テレビ「よるドラ」枠で2019年に放送されたテレビドラマ。
- 推しが尊いわ - ロックバンド・Non Stop Rabbitの楽曲。
- 推しを召し上がれ 〜広報ガールのまろやかな日々〜 - テレビ東京「水ドラ25」枠で放送されたテレビドラマ。原作は宮木あや子の小説『令和ブルガリアヨーグルト』。